# 리보르노도
리보르노도(이탈리아어: Provincia di Livorno)는 이탈리아 토스카나주의 도이다. 엘바섬과 카프라이아섬을 비롯한 토스카나 제도를 영역에 포함하고 있다. 도청 소재지는 리보르노이다. 1861년에 편성 당시 리보르노도는 리보르노와 엘바섬만으로 이뤄졌었다. 1925년에 피사도와 제노바의 영역으로 확장되었다. 면적 1,211 제곱킬로미터 (468 mi2)에 총 인구 343,003 (2012)명이다. 19개 코무네로 구성되어 있다. 이 지역의 해안선은 ‘코스타 델리 에트루스키’(Costa degli Etruschi, 에르투리아 해안)으로 알려져 있다.
리보르노도는 해안 지역으로 다수의 해안 마을들을 포함하고 있다. 도청이 위치한 리보르노시는 관광과 무역에 있어 매우 중요한 곳이고, 다수의 감시탑들이 이 도시 주변에 위치해 있다. 칼라푸리아의 바다에는 해면동물, 조개류, 어류 등과 붉은 산호가 있다. 퀘르차넬라와 카스틸리온첼로 해안선은 바위 지형이다. 리보르노도 인근 수역에서는 가끔 돌고래가 있기도 하다. 마리나디비보나는 처음에는 전략적 위치에 있어 요새로서 세워졌다. 산비첸초는 전략적 목적으로 지어진 14세기의 탑이 있다. 골포디브라티의 모래는 높은 철분 함량 때문에 은빛과 검은빛을 띠고, 고고학 공원이 위치해 있다.

## 행정

### 리보르노도의 도지사 목록
|          | 도지사              | 임기 시작 | 임기 끝 | 당                                |
| -------- | ------------------- | --------- | ------- | --------------------------------- |
| 틀:White | 조르조 스토파       | 1951년    | 1956년  | 이탈리아 공산당                   |
| 틀:White | 구이도 토리잔니     | 1956년    | 1964년  | 이탈리아 사회당                   |
| 틀:White | 실바노 필리펠리     | 1964년    | 1970년  | 이탈리아 공산당                   |
| 틀:White | 발도 델 루케세      | 1970년    | 1972년  | 이탈리아 프롤레타리아 연합 사회당 |
| 틀:White | 알리 난니피에리     | 1972년    | 1975년  | 이탈리아 공산당                   |
| 틀:White | 페르난도 바르비에로 | 1975년    | 1980년  | 이탈리아 사회당                   |
| 틀:White | 에마누엘레 코켈라   | 1980년    | 1985년  | 이탈리아 공산당                   |
| 틀:White | 파비오 발다사리     | 1985년    | 1990년  | 이탈리아 공산당                   |
| 틀:White | 이지니오 마리아넬리 | 1990년    | 1994년  | 이탈리아 사회당                   |
| 틀:White | 클라우디오 프론테라 | 1995년    | 1999년  | 무소속 (중도좌파)                 |
| 틀:White | 클라우디오 프론테라 | 1999년    | 2004년  | 무소속 (중도좌파)                 |
| 틀:White | 조르조 쿠투파       | 2004년    | 2009년  | 마르게리타 민주당                 |
| 틀:White | 조르조 쿠투파       | 2009년    | 2014년  | 마르게리타 민주당                 |
| 틀:White | 알레산드로 프랑키   | 2014년    | 2018년  | 민주당                            |
| 틀:White | 마리아 이다 베시    | 2018년    | '재임'  | 무소속 (중도좌파)                 |

## 출신 인물
- 아마데오 모딜리아니